# Dariusz Rosati
Dariusz Kajetan Rosati (n. 8 august 1946, Radom, Polonia) este un om politic polonez, membru al Parlamentului European în perioada 2004-2009 din partea Poloniei.